# Gozdna železnica Solčavske drče
Gozdna železnica Solčavske drče je bila prometna pot, ki je povezovala skladišče lesa na koncu dveh gozdnih drč s spodnjo drčo ob potoku Klobaša pri Solčavi.
Izpod obsežnih gozdov Raduhe sta se proti Solčavi iztekali dve suhi drči, po katerih so spuščali les v dolino. Drči sta bili postavljeni vsaka v svoji dolini in  se končali pri skladišču lesa. Dolgi sta bili okoli 2 km. Neugodna lega terena je onemogočala, da bi drči potekali v dolino vse do Savinje.Zato so tu, pri skladišču, prekladali les na primitivno gozdno železnico.Proga je bila dolga okoli 0,3 km s tirno širino 600 mm. Na progi sta obratovala dva tovorna vagončka. Naložen vagonček se je samotežno spuščal v dolino, nazaj pa so praznega vlačili s konji. Po 300 m se je teren toliko spremenil, da so lahko les proti Savinji ponovno spuščali po drči. Ta je bila t. i. mokra drča, dolga okoli 1,2 km. Vodo za plovljenje lesa po drči so napeljali iz bližnjega potoka Klobaša.
Točnejši tehnični podatki o drčah in gozdni progi se žal niso ohranili. Tudi začetek in konec obratovanja niso znani. Drče in njihova povezava - gozdna železnica so verjetno prenehali obratovati pred začetkom 2. svet. vojne, ko je splavarstvo na Savinji pričelo zamirati.